# قشلاق سوبورغلي
قشلاق سوبورغلي هي قرية في مقاطعة ميانة، إيران. عدد سكان هذه القرية هو 97 في سنة 2006.